# Hyannis
Hyannis es la mayor de siete villas que componen el pueblo de Barnstable, Massachusetts (Estados Unidos), en el Cabo Cod.
En 2010, tenía una población de 14,089 habitantes.

## Generalidades
Hyannis también es el nodo de transporte y centro comercial de la zona, y fue denominada área urbana como resultado del censo de 1990. Por esto se suele llamar a Hyannis la "Capital del Cabo Cod". Incluye las oficinas públicas de Barnstable y dos importantes distritos comerciales, la histórica Main Street central y Route 132, con el Cape Cod Mall y Cape Cod Potato Chips.
Hyannis es un importante destino turístico y el principal puerto y aeropuerto para pasajeros y carga con destino a la isla de Nantucket. Hyannis también proporciona acceso secundario a pasajeros con destino a la isla de Martha's Vineyard. Gracias a su gran puerto natural, Hyannis es el mayor puerto recreativo y el segundo puerto comercial del Cabo Cod.
El JFK Hyannis Museum en el antiguo ayuntamiento sobre la Main Street retrata el tiempo transcurrido por John F. Kennedy en la villa. Hay un monumento al presidente Kennedy sobre Lewis Bay, erigido por los ciudadanos de Barnstable en 1966; el mismo incluye una fuente y un monumento en piedra con el sello presidencial y la inscripción de una frase de Kennedy: "I believe it is important that this country sail and not sit still in the harbor" (Considero importante que este país navegue y no se quede quieto en el puerto). El presidente electo John F. Kennedy dio su discurso de victoria el 9 de noviembre de 1960 en la antigua Hyannis Armory. 

## Hyannis Port
Hyannis Port es una pequeña villa residencial con nutrida concurrencia en el verano, ubicada en el puerto de Hyannis, a 2,3 km al suroeste del centro de Hyannis. Varios miembros de la familia Kennedy tienen su residencia allí. Tiene uno de los primeros campos de golf del Cabo Cod, Hyannisport Club, y también es sede del West Beach Club y del Hyannis Port Yacht Club. Hyannis Port fue la última morada del senador Ted Kennedy, fallecido el 25 de agosto de 2009.
Según el censo del año 2000, tenía 193 viviendas, con una población estable de 115 habitantes en 46 viviendas. Había 147 viviendas vacantes, de las cuales 144 eran para fines recreativos, vacacionales o de uso ocasional. La población estival es de unas 573 personas.